# Anna de Trebisonda, reina de Geòrgia
|  | No s'ha de confondre amb Anna de Trebisonda. |

Anna Gran Comnè, o Anna de Trebisonda, en grec medieval Άννα Μεγάλη Κομνηνή, nascuda el 6 d'abril de 1357 i morta després del 30 de novembre de 1406, va ser reina consort de Geòrgia com a segona esposa del rei Bagrat V. Va ser la mare del fill petit del rei, Constantí I de Geòrgia, que després, el 1407 succeiria en el tron al seu germanastre, el rei Jordi VII de Geòrgia. Formava part de la poderosa dinastia dels Comnens de l'Imperi Romà d'Orient, fundada per Isaac I Comnè el 1057.

## Família
Anna va néixer a Trebisonda el 6 d'abril de 1357, el dia abans del divendres sant. Era la filla gran i el primer fill de l'emperador Aleix III de Trebisonda i de Teodora Cantacuzena. Tenia dos germans menors, Basil i Manuel, i tres germanes més petites: Eudòxia, Maria, i una altra de nom desconegut. Les tres es van casar més tard amb governants musulmans de la família Oghuz. Anna també tenia almenys un germanastre il·legítim, Andrònic, per una relació del seu pare amb una amant sense nom.
A l'abril de 1362, una delegació que incloïa el logoteta Jordi, el domèstic de les escoles, el sebast i l'historiador Miquel Panàret van negociar a Constantinoble el seu casament amb Andrònic Paleòleg, que després governaria com a emperador amb el nom d'Andrònic IV. Per motius desconeguts, el casament va ser anul·lat i es va escollir un altre marit per ella.

## Reina consort de Geòrgia
Al juny de 1367, quan tenia deu anys i dos mesos, es va convertir en la segona esposa del rei Bagrat V de Geòrgia, també conegut com a Bagrat el Gran. La seva primera esposa Helena havia mort l'any anterior de pesta bubònica, deixant dos fills. A la princesa Anna la van acompanyar a Geòrgia el seu pare i la seva àvia paterna, Irene de Trebisonda.
En una data desconeguda, després de 1369, Anna va donar a llum un fill, Constantí, que va morir entre el 1411 i el 1412 i que va regnar amb el nom de Constantí I de Geòrgia, succeint al seu mig germà, el rei Jordi VII de Geòrgia, mort en un combat amb els tàrtars el 1407. Segons Cyril Toumanoff, Anna va tenir dos fills més amb Bagrat: Olímpia i David.
El novembre de 1386, Tbilisi va ser assetjada i capturada per les forces invasores del general mongol Tamerlà, que la va fer presonera a ella juntament amb el seu marit i el seu fill. Com a mitjà per aconseguir el seu alliberament, el rei Bagrat va acceptar convertir-se en musulmà i Tamerlà els va enviar a Geòrgia amb 20.000 soldats mongols. Però el príncep Jordi, fill del seu marit pel seu primer matrimoni, va poder destruir completament l'exèrcit mongol i va alliberar el rei i la reina de la captivitat. Finalment no es van convertir a l'islam, encara que van lliurar altres batalles amb Tamerlà, que no volia permetre que el regne de Geòrgia es mantingués cristià.
El marit d'Anna va morir el 1393, i ella va morir en algun moment després del 1406.